# Gunther Karsten

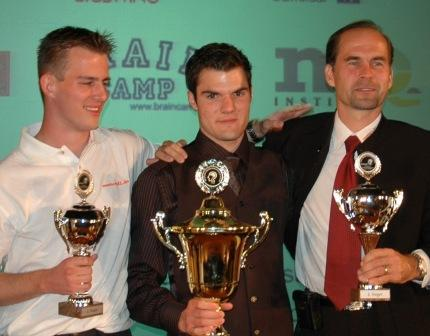
Gunther Karsten (rechts), Clemens Mayer (Mitte) und Boris Konrad (links) auf der deutschen Gedächtnismeisterschaft 2005

Gunther Karsten (* 23. September 1961) ist ein deutscher Gedächtnissportler (Gedächtnisweltmeister 2007 und Senioren-Gedächtnisweltmeister 2013) und Buchautor.

## Leben
Karsten ist verheiratet mit Michaela Buchvaldová-Karsten, die ebenfalls Gedächtnissportlerin ist. Er betreibt als promovierter Chemiker und Biotechnologe hauptberuflich ein Patentübersetzungsbüro. Karsten leitet Seminare für Mental-, Lern- und Gedächtnistraining. 1998 bis 2004 wurde er siebenmal in Folge Deutscher Meister im Gedächtnissport und unterlag 2005 dem erst 19-jährigen Clemens Mayer, der im selben Jahr auch Gedächtnisweltmeister wurde.
2007 wurde Karsten erneut deutscher Meister und erzielte das bis dahin beste Ergebnis, das jemals in einem Gedächtnis-Zehnkampf erreicht wurde und errang damit auch den ersten Platz der Weltrangliste. Kurz danach wurde er auf der Weltmeisterschaft vom 31. August bis 2. September in Bahrain erstmals Gedächtnisweltmeister.
Gunther Karsten unterstützt auch die Nachwuchsförderung; seine bekannteste Schülerin ist die mehrfache Juniorenweltmeisterin und jüngste Abiturientin Deutschlands 2003 Christiane Stenger. Karsten konnte in elf Einzeldisziplinen Weltrekorde aufstellen. So hielt er bis zum Jahr 2009 z. B. in der 1 h Zahlendisziplin, bei der man sich in 60 Minuten eine willkürliche Abfolge von Dezimalziffern einprägen muss, den Weltrekord mit 1949 Ziffern (inzwischen steht der Rekord bei 3260 Ziffern). 2001, 2005 und 2006 wurde er Vize-Weltmeister, 2005 und 2006 zudem Mannschaftsweltmeister mit dem deutschen Team. 2023 wurde Günther Karsten Senioren-Gedächtnisweltmeister.
Karsten hatte schon eine Reihe von Fernsehauftritten, so z. B. in der Grips-Show mit Günther Jauch, in der er anhand von Verona Feldbusch demonstrierte, wie man seine Gedächtnisleistungen mit Hilfe von Mnemotechniken enorm verbessern kann. Karsten veröffentlichte 2003 das in mehrere Sprachen übersetzte Buch Erfolgsgedächtnis.
Im Oktober 2009 wirkte Gunther Karsten bei dem österreichischen Spielfilm Unforgettable mit. Er spielt sich selbst als Gedächtniskünstler und Teilnehmer der Gedächtnisweltmeisterschaft in London. Der Film ist im April 2010 erschienen.
Er ist seit 1985 Mitglied im Hochbegabtenverein Mensa. Zusammen mit anderen Gedächtnissportlern gründete er 2002 den Verein MemoryXL e.V., dessen erster Präsident er von 2002 bis 2006 war.

## Werke
- Erfolgsgedächtnis: Wie Sie sich Zahlen, Namen, Fakten, Vokabeln einfach besser merken. Goldmann, München 2004. ISBN 978-3-442-16473-8.
- Lernen wie ein Weltmeister. Goldmann, München 2008. ISBN 978-3-442-39112-7.
- So lernen Sieger: Die 50 besten Lerntipps 2012. ISBN 978-3-442-39226-1.